# محاور الطائرة الرئيسية

موقع المحاور الثلاث

إن الطائرة في السماء تكون حرة الدوران في الاتجاهات الثلاثة.
- محور الانعراج (بالإنجليزية: yaw axis) وهو المحور العمودي على الطائرة أو الصاروخ أو أي جسم آخر، وحيث ينعرج الجسم أو الريح أو محور الاستقرار.[1] ويعرف محور الانعراج بأنه محور عمودي على الأجنحة ويكون أصلاً في مركز الثقل الموجود بباطن الطائرة. ويكون الانعراج بتحريك مقدمة الطائرة من جانب لجانب آخر كما هو موضح بالصورة.
- محور الخطران (بالإنجليزية: pitch axis) يكون عموديًا على محور الانعراج وموازيًا للأجنحة، واصلها في مركز الثقل باتجاه طرف الجناح الأيمن. ويكون الخطران بتحريك مقدمة الطائرة نحو الأسفل أو الأعلى.
- محور العطوف (بالإنجليزية: roll axis) يكون عموديًا على كل من المحورين الآخرين ويكون أصلها في مركز الثقالة ومتجهة إلى مقدمة الطائرة. وحركة العطوف تكون بتحريك طرفي الأجنحة للأسفل والأعلى.

## بالطائرة

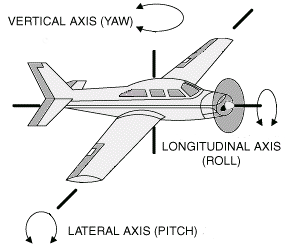

تنتج أسطح توجيه الطيران الموجودة بالطائرة قوى ديناميكية هوائية أثناء الطيران. وتلك القوى تطبق على مركز الضغط لأسطح التحكم، وهي على مسافة من مركز ثقالة الطائرة وتنتج عزم دوران حول المحاور الأساسية. فعزم الدوران يجعل الطائرة تدور، فالرافع ينتج عزم الانحدار، والدفة تنتج عزم الانعراج، أما الجنيحات فتنتج عزم الدوران. المقدرة لتغيير كمية القوة والعزم تسمح للطيار بالمناورة بتحريك الطائرة. وتعتبر طائرة الأخوان رايت والمسماة (1902 glider) أول طائرة تستخدم المحاور الثلاث الأساسية للطيران.

## اقرأ أيضًا
- ديناميكا هوائية
- أسطح توجيه الطيران
- طائرة
- زوايا أويلر
- طائرة ثابتة الجناحين

## وصلات خارجية
- Yaw Axis Control as a Means of Improving V/STOL Aircraft Performance. نسخة محفوظة 17 يوليو 2011 على موقع واي باك مشين.
- 3D fast walking simulation of biped robot by yaw axis moment compensation
- Flight control system for a hybrid aircraft in the yaw axis